# 外傷性大動脈破裂
外傷性大動脈破裂（英語: Traumatic aortic rupture）は、外傷によって大動脈が破裂を来した病態である。大血管損傷（英: Great vessel injury）とも称される。

## 疫学
原因となる外傷としては、刺創や銃創、爆傷などの創傷、また交通事故や高所転落といった高エネルギー外傷が多い。胸部よりも腹部に受傷することが多く、約2倍の頻度とされている。好発部位としては、胸部においては左鎖骨下動脈分岐部、上行大動脈、大動脈峡部、腹部においては腹部大動脈、腸骨動脈、腹腔動脈、肝動脈などがある。
胸部に受傷した場合は縦隔血腫や血胸、腹部の場合は後腹膜血腫、腹腔内出血となる。急死となる例も多く、特に下行大動脈損傷の場合は85％が現場死亡となり、生存して病院に到着した場合も、極めて短時間で状態が悪化することから、緊急に対処が必要となる。一方で、大動脈周囲の密な組織によって封印されてsealed ruptureとなる場合もある。またこの場合、仮性動脈瘤を形成することがあり、後日再破裂する危険もある。

## 症状と診断
上記のとおり、来院時死亡（DOA）ないし心肺停止（CPAOA）であることが多い。生存状態で来院する場合も、多くは顔面蒼白、頻脈、血圧低下などの出血性ショックを呈している。
上行大動脈に破裂を来した場合には心タンポナーデに至る事があり、このときにはBeckの三徴および心電図上のlow voltageが見られる。腹部大動脈や腸骨動脈に破裂を来した場合、下肢の脈拍欠損や冷感、麻痺が見られることがある。
また上腸間膜血管の損傷では、出血による症状よりは、血行障害による腹痛・イレウス症状が表面に現われることもある｡

## 検査
超音波検査通常、まず迅速外傷超音波検査（FAST）法が行なわれる。
血管造影確定診断のgold standardとされており、造影剤の漏出像、血管壁の断裂像、血栓閉塞像などが特徴的な所見である。
X線撮影
胸部（CXR）上縦隔拡大、Apical Cap、左主気管支角の開大、下行大動脈辺縁の消失などが特徴的な所見である。
腹部（AXR）腹腔内に液体が貯留することによるびまん性陰影（homogeneous sign）、腸腰筋陰影の消失、腸管の異常圧排像などが特徴的な所見である。
コンピュータ断層撮影（CT）とくにヘリカルCT、造影CTにおいては、血管造影に匹敵する診断精度が得られるとされている。

## 治療
まず出血性ショックに対する治療が最優先とされ、気道確保（重篤であれば気管挿管）に続いて直ちに静脈路確保を行ない、輸液・輸血を開始する。腹部大動脈破裂において、これらの治療を行なってもバイタルサインが不安定であったり、一般状態の悪化が認められる場合、開腹術によって損傷血管の再建、血腫除去および合併損傷の修復を行なう。特に上腸間膜動脈の損傷においては、腸管虚血に注意が必要である。
また、上行大動脈破裂から心タンポナーデに至った場合は、心嚢穿刺に続いて開胸手術を行なう。